# Épisodes des Treize Fantômes de Scooby-Doo
Cet article présente le guide des épisodes de la série télévisée d'animation américaine  Les Treize Fantômes de Scooby-Doo (The 13 Ghosts of Scooby-Doo).

## Liste des épisodes

### Épisode 1:Les Treize Fantômes de Scooby-Doo
- États-Unis : 7 septembre 1985

### Épisode 2:Soubra Kadabra
- États-Unis : 14 septembre 1985

### Épisode 3:Moi et mon ombre spectrale
- États-Unis : 21 septembre 1985

### Épisode 4:Reflet dans un œil noir
- États-Unis : 28 septembre 1985

### Épisode 5:Un divertissement monstre
- États-Unis : 5 octobre 1985

### Épisode 6:Le Bateau-fantôme
- États-Unis : 12 octobre 1985

### Épisode 7:Un effrayant petit monstre
- États-Unis : 19 octobre 1985

### Épisode 8:Sortilèges et Maléfices
- États-Unis : 26 octobre 1985

### Épisode 9:Scoubidou, tu es merveilleux
- États-Unis : 2 novembre 1985

### Épisode 10:Scoubidou au pays des bulles
- États-Unis : 9 novembre 1985

### Épisode 11:Vent de vampires
- États-Unis : 16 novembre 1985

### Épisode 12:Le Plus Grand Show du monde
- États-Unis : 23 novembre 1985

### Épisode 13:Drôle d'horreur-scope
- États-Unis : 7 décembre 1985